# Formatie van Aisemont
De Formatie van Aisemont is een geologische formatie uit het Laat-Devoon in de ondergrond van België. De formatie is genoemd naar de Groeve bij Aisemont, een gehucht in de gemeente Sambreville, ten oosten van Charleroi. De formatie bestaat uit fossielrijke lagen kalksteen en schalie.

## Beschrijving
De Formatie van Aisemont is maximaal ongeveer 30 meter dik. In de typelocatie is ze 22 meter. Ze bestaat aan de basis uit gelaagde, knollige, donkere, kleiige kalksteen. In deze kalk komen veel fossielen van koralen (Tabulata, Rugosa en stromatoporen), brachiopoden en bryozoën voor. Het middelste gedeelte bestaat uit bruinige tot groenige schalie, maar deze wisselt af met kalklaagjes, waaronder veel dolomiet. Het bovenste deel van de formatie bestaat weer uit donkere kalksteen en dolosteen. Lokaal kunnen in deze kalksteenlagen algen, bryozoën en massieve koralen voorkomen.
De facies van deze gesteentelagen is het buitenste (diepere) deel van een carbonaathelling. In tijden van lagere zeespiegel werd vooral kalksteen gevormd. De schalie (klei) ontstond in periodes van transgressie van de zee.
De Formatie van Aisemont behoort tot het bovenste deel van het Frasniaan. Daarmee heeft ze een ouderdom van ongeveer 370 miljoen jaar. De formatie vormt de overgang tussen de kalkstenen van het Frasniaan en de voornamelijk siliciclastische gesteentelagen van het erop volgende Famenniaan. Deze overgang werd veroorzaakt door het verlanden van het Rhenohercynisch Bekken (waartoe het tegenwoordige zuiden van België in het Devoon behoorde).

## Stratigrafie en verspreiding
De Formatie van Aisemont komt voor in de zuidelijke flank van het Synclinorium van Namen, waar ze in een dunne band dagzoomt. In het oostelijke deel van de noordelijke flank van dit synclinorium komt ze ook voor, maar vertoont daar enkele verschillen. Verder komt ze voor in het noordelijke deel van het Synclinorium van Dinant en in het Massief van de Vesder.
De Formatie van Aisemont ligt meestal bovenop de kalksteen van de Formatie van Lustin. In het Synclinorium van Dinant gaat ze naar het zuiden toe over in de Formatie van Neuville. In de Synclinorium van Dinant ligt bovenop de Formatie van Aisemont meestal de Groep van de Famenne uit het Onder-Famenniaan. In het Synclinorium van Namen ontbreekt die groep en ligt de Formatie van Aisemont onder de jongere Formatie van Falisolle. In het oosten van België, in het Massief van de Vesder en het gebied ten zuiden ervan, wordt de Formatie van Aisemont afgedekt door de Formaties van Lambermont en Hodimont.